# Saint-Sylvestre-sur-Lot
Saint-Sylvestre-sur-Lot je francouzská obec v departementu Lot-et-Garonne v regionu Akvitánie. V roce 2011 zde žilo 2 283 obyvatel.

## Sousední obce
Penne-d'Agenais, Trentels, Villeneuve-sur-Lot

## Vývoj počtu obyvatel
Počet obyvatel